# Cultura di Adena
La cultura di Adena fu una cultura nativo americana di epoca precolombiana, fiorita dal 1000 a.C. al 100 d.C., in un'epoca conosciuta come primo Woodland period. La cultura di Adena, molto probabilmente, era espressione di una pluralità di popoli nativi americani, le cui società erano collegate fra di loro e condividevano un particolare cerimoniale di sepoltura.  

## Tratti culturali
Gli Adena vivevano in diversi luoghi degli attuali Stati Uniti d'America, corrispondenti agli attuali stati dell'Ohio, Indiana, Virginia, Kentucky e parte della Pennsylvania e dello stato di New York. La cultura di Adena è considerata la precorritrice della cultura Hopewell. Il suo popolo era noto per la pratica dell'agricoltura, la fabbricazione di vasellame e per la realizzazione di monili ottenuti con il rame dei Grandi Laghi e le conchiglie della costa oceanica.

### Earthworks
Uno dei tratti distintivi di questa cultura è anche l'abitudine di costruire manufatti in terra (earthworks) che si presume dovessero servire per marcare dei luoghi importanti come siti cerimoniali o edifici particolari. Soltanto pochi dei tumuli costruiti da questa popolazione sono pervenuti fino a noi. Alcuni di essi, aventi in genere un diametro fra i 7 ed i 100 metri, erano allo stesso tempo siti per la sepoltura, aree cerimoniali e luoghi di raduno. Questi tumuli venivano costruiti con centinaia di migliaia di cesti di terra particolarmente selezionata. 
I morti venivano talvolta inseriti in manufatti di pietra o di legno.

#### Tumuli

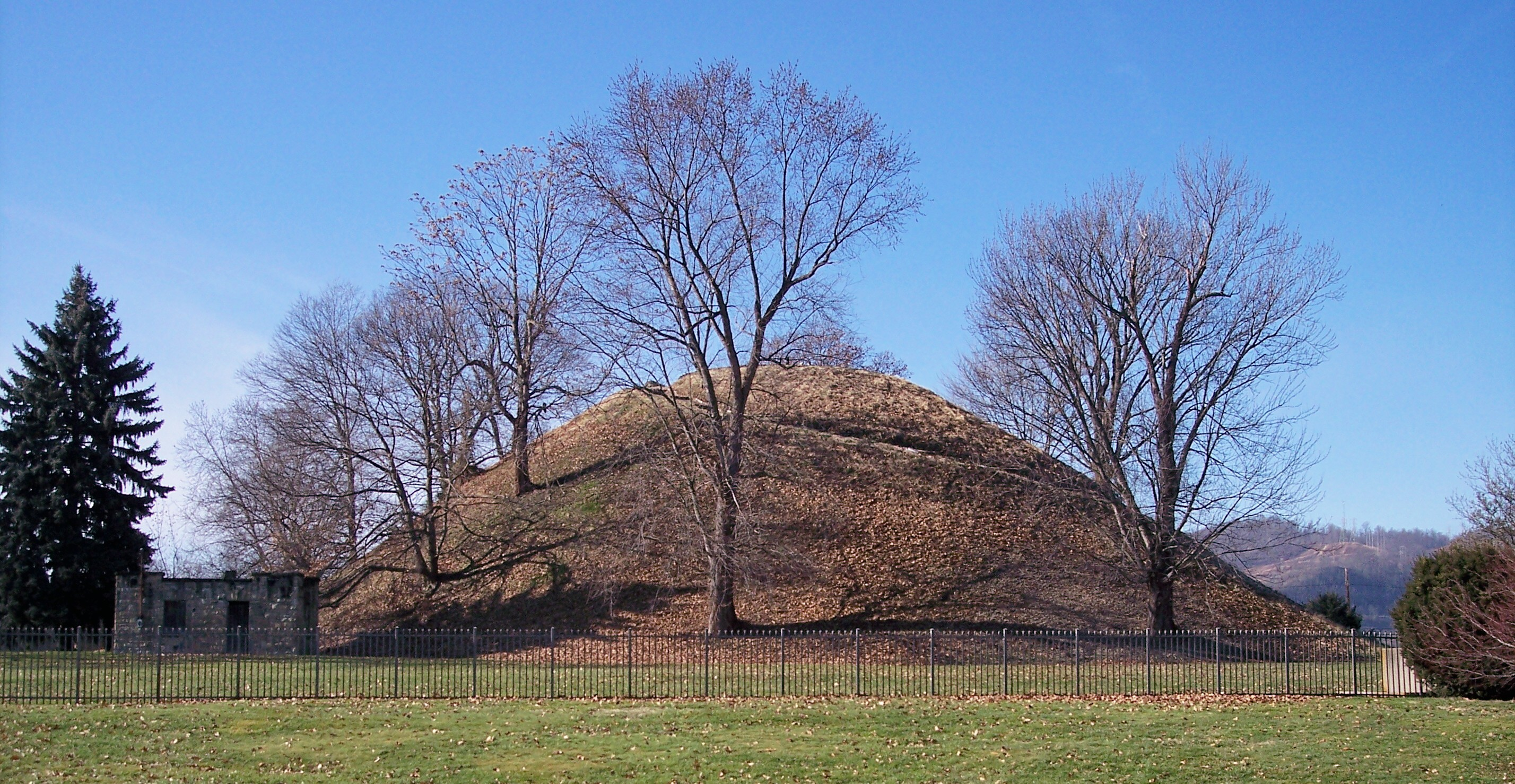
Il Grave Creek Mound in Virginia Occidentale

Secondo le risultanze di alcune ricerche archeologiche, i tumuli di Adena di solito erano costruiti ricoprendo con la terra delle costruzioni funerarie. Questa doveva essere una sepoltura provvisoria in attesa che venisse costruito il monumento funebre vero e proprio.  
Di fronte al tumulo venivano posti degli oggetti che avrebbero dovuto essere come un dono per i morti sepolti. Sulla sommità del tumulo sarebbe poi stato costruito il monumento funebre. 
Diverse stratificazioni di cumuli e sepolture, messe una sull'altra, avrebbero dato luogo alla costruzione di tumuli di una certa altezza e diametro. Nella tarda civiltà di Adena, in alcuni casi si riscontrano delle creste circolari di cui si ignora la funzione.
- Il tumulo Grave Creek Mound, alto circa 20 metri e con un diametro di circa 80 metri è il più grande esistente negli Stati Uniti. Si trova a Moundsville in Virginia Occidentale. Nel 1838, un gruppo di persone senza alcuna esperienza di archeologia prese a scavare sotto il tumulo distruggendo un monumento che avrebbe potuto fornire delle conoscenze più dettagliate su questo tipo di costruzioni.
- Il Criel Mound, alto 12 metri e dal diametro di 60 metri, è il secondo per grandezza e si trova anch'esso in Virginia Occidentale, a South Charleston. Le ricerche archeologiche furono condotte da P. W. Norris dello Smithsonian Institution, che ne supervisionò gli scavi. Il suo gruppo scoprì numerosi scheletri assieme ad oggetti di gioielleria.
- Diversi tumuli attribuiti alla cultura di Adena possono essere osservati fra le città di Charleston e Institute, in Virginia Occidentale.